# Parroquia de Toila
Toila es un municipio estonio situado en el condado de Ida-Viru. Según el censo de 2021, tiene una población de 4335 habitantes.

## Historia
La municipio de Toila se formó durante la reforma administrativa de 2017, a partir de la fusión de los antiguos municipios de Kohtla-Nõmme, Toila y Kohtla.
A fines de 2022, los municipios de Toila y Jõhvi iniciaron conversaciones para una eventual fusión, la que se concretaría después de las elecciones de octubre de 2025.

## Localidades (población año 2011)
- Altküla 73
- Amula 32
- Järve 573
- Kaasikaia 33
- Kaasikvälja 26
- Kabelimetsa 66
- Kohtla 78
- Kohtla-Nõmme 1,032
- Konju 158
- Kukruse 52
- Martsa 27
- Metsamägara 2
- Mõisamaa 4
- Ontika 81
- Paate 23
- Päite 22
- Peeri 85
- Pühajõe 161
- Roodu 47
- Saka 116
- Servaääre 14
- Täkumetsa 26
- Toila 780
- Uikala 1
- Vaivina 23
- Valaste 105
- Vitsiku 38
- Voka 106
- Voka 823